# Baixa Califòrnia Sud
La Baixa Califòrnia Sud (Baja California Sur, en castellà) és un dels 31 estats de la federació mexicana. Està localitzat a la meitat sud de la península de Baixa Califòrnia. Ja que és una regió amb poca població, va ser dels últims territoris que van integrar-se com a estat de la federació, el 1974. A l'estat pertanyen també nombroses illes del golf de Califòrnia.
Durant l'època colonial es va formar la colònia espanyola de "Califòrnia", com a part de l'administració de la Nova Espanya. El 1804 es va dividir en l'Alta Califòrnia (l'estat actual estatunidenc de Califòrnia) i la Baixa Califòrnia (que abastava tota la península); i així es separen les missions franciscanes al nord de les dominiques al sud. Amb la independència de Mèxic, aquestes dues colònies es van integrar a la federació com a "territoris". Després de la Guerra Estats Units-Mèxic, els Estats Units es van annexar l'Alta Califòrnia però no pas la península, ja que les forces mexicanes, encapçalades pel capità Manuel Pineda, van derrotar les forces nord-americanes prop del poble de Mulegé, el 2 d'octubre de 1847.
El 1850, la "Baixa Califòrnia" es va dividir en dos territoris mexicans: Baja California (Baixa Califòrnia) i Baja California Sur (Baixa Califòrnia Sud). Ambdós van rebre l'estatus d'«estat de la federació» el segle xx.
L'estat és conegut per les seves riqueses naturals i pel turisme. Al nord de l'estat es troba el desert "Viscaíno", i els llacs de San Ignacio i Ojo de Liebre, els quals són protegits pel govern federal com a àrees ecològiques. El turisme és una de les indústries més importants de l'estat, principalment a les platges de Los Cabos i Cabo San Lucas.

## Bandera
La bandera de Baixa Califòrnia Sud consisteix en un rectangle de mesures idèntiques de color blanc. Entre el medi del camp blanc, té l'escut estatal i al centre, amb un diàmetre de tres quartes parts de l'ample d'aquest camp.

## Divisió administrativa
L'estat es divideix en cinc municipis, que comprenen 2.743 poblacions:
- Comondú
- Mulegé
- La Paz
- Los Cabos
- Loreto

D'entre les ciutats més importants de l'estat en destaquen la capital, La Paz, Cabo San Lucas, San José del Cabo, Ciudad Constitución, Loreto i Santa Rosalía.